# Christian Hersleb Horneman (jurist)
Christian Hersleb Horneman, född den 10 december 1781 i Trondhjem, död där den 22 juni 1860, var en norsk politiker, eidsvollsman, av familjen Horneman på Reinskloster.
Horneman tog juridisk ämbetsexamen i Köpenhamn 1801, vände 1810 tillbaka till Norge som byfogde i Kragerø, vars representant han var på Eidsvoll. Åren 1815–55 var han assessor i Trondhjems stiftsoverret. Han var representant för sin födelsestad Trondhjem på stortingen 1824–30 och 1836–39, där han spelade en framträdande roll inom ämbetsmannapartiet. Efter 1837 var han en lång följd av år medlem av Trondhjems formannskap. Från 1816 var han medlem och 1833–38 preses i det Kongelige Norske Videnskabers Selskab i Trondhjem. Av hans stora familjebibliotek skänkte hans barn en värdefull samling till universitetsbiblioteket.